# Conferenza ONU sui cambiamenti climatici 2009
La Conferenza delle Parti delle Nazioni Unite sui Cambiamenti Climatici 2009 (COP15) si è svolta presso il Bella Center di Copenaghen, in Danimarca, tra il 7 e il 18 dicembre 2009. Il tema di questa conferenza sul clima è fare un accordo sulla diminuzione di emissioni di anidride carbonica. Le delegazioni partecipanti alla conferenza sono 192, tutte Membri dell'UNFCCC.

## Proposte di tagli di anidride carbonica (per paese)

### Unione europea
L'Unione europea propone di tagliare le emissioni di gas a effetto serra del 20% rispetto ai livelli del 1990 entro il 2020.
Oppure tagliare le emissioni di gas serra del 30%, rispetto ai livelli del 1990 entro il 2020, se gli altri paesi arrivano ad un accordo internazionale più avanzato.

### Stati Uniti
Gli Stati Uniti propongono di tagliare le emissioni di gas a effetto serra del 17% rispetto ai livelli del 2005 entro il 2020, del 42% entro il 2030 e l'83% entro il 2050.
Ciò significa ridurre drasticamente i gas serra del 1,3% rispetto ai livelli del 1990 entro il 2020, del 31% entro il 2030 e dell'80% entro il 2050.

### Cina
La Cina propone di tagliare l'intensità di emissioni di gas nell'aria del 30-45% rispetto ai livelli del 2005 entro il 2020.

### India
L'India propone di tagliare l'intensità di emissioni del 20-25% rispetto ai livelli del 2005 entro il 2020.

### Brasile
Il Brasile propone di tagliare le emissioni del 38-42% rispetto ai livelli del 2005 entro il 2020.
Ciò equivale a un taglio di emissioni tra 1,8% e il 5% rispetto ai livelli del 1990 entro il 2020.

### Giappone
Il Giappone propone di tagliare le emissioni del 25% rispetto ai livelli del 1990 entro il 2020.

### Australia
L'Australia propone di tagliare le emissioni di gas a effetto serra del 5% rispetto ai livelli del 2000 entro il 2020.
Ciò equivale a un taglio di emissioni del 23,9% rispetto ai livelli del 1990 entro il 2020.

### Sudafrica
Il Sudafrica propone di tagliare le emissioni del 34% rispetto ai livelli attuali entro il 2020.
Ciò equivale a un taglio di emissioni tra il 3% e il 10,4% rispetto ai livelli del 1990 entro il 2020.